# Victoria Luengo
Pour les articles homonymes, voir Luengo.
Victoria Luengo, dite Vicky Luengo, née le 7 avril 1990 à Palma, à Majorque, est une actrice espagnole.
Elle reçoit le Prix Gaudí de la meilleure actrice en 2023 pour le film Suro de Mikel Gurrea.
En 2024, elle joue dans le long-métrage de Pedro Almodóvar, La Chambre d'à côté.

## Biographie
Native de l'île de Majorque, elle vit à Barcelone, dans le district de l'Eixample, près de la Sagrada Família, à partir de l'âge de 4 ans et jusqu'à ses 18 ans.
Elle débute notamment sa carrière professionnelle dans un épisode de la série Hospital Central de Telecinco. Elle participe ensuite au programme de jeunesse Club Super3 de TV3, puis joue dans la série à succès El cor de la ciutat.
En 2011, elle décroche son premier grand rôle à la télévision en Espagne dans la série Homicidios de Telecinco, dans le rôle de María Losada, puis en France dans le téléfilm Carmen de Jacques Malaterre, adaptation de la nouvelle de Prosper Mérimée, diffusée sur France 3, dans le rôle éponyme. À la suite de ce succès, elle est guest-star l'année suivante dans la série française Camping Paradis diffusée sur TF1, dans le rôle de Gloria (saison 5, épisode 3).
En 2019, toujours sur Telecinco, elle interprète Raquel Ramírez dans la série Secretos de Estado. Un an plus tard, elle participe au thriller Chez moi d'Àlex et David Pastor, diffusé sur Netflix.
En 2020, elle joue le rôle principal (Laia Urquijo) dans la série originale de Movistar+ Antidisturbios, réalisée par Rodrigo Sorogoyen. Elle reçoit de nombreuses nominations à cette occasion, notamment aux Prix Feroz et aux Fotogramas de Plata.
En 2021, elle joue le rôle de Marta dans le film Chavalas réalisé par Carol Rodríguez Colás.
En 2022, elle revient au théâtre, en interprétant Felicia dans la pièce El Golem, écrite par Juan Mayorga.
En 2023, elle reçoit le Prix Gaudí, sous la présidence de Judith Colell, et est nommée au prix Goya de la meilleure actrice pour son rôle d'Elena dans le film Suro de Mikel Gurrea.
En 2024, elle joue dans le film La Chambre d'à côté de Pedro Almodóvar.